# Listă a echipelor de fotbal din țările UEFA

## Albania
Kategoria superiore 2010-11
| Club             | Oraș/Regiune | Stadion                  | Capacitate |
| ---------------- | ------------ | ------------------------ | ---------- |
| Besa Kavajë      | Kavaja       | Stadiumi Besa            | 12.300     |
| Bylis Ballsh     | Ballsh       | Stadiumi Agush Maca      | 6.500      |
| Dinamo Tirana    | Tirana       | Stadiumi Selman Stërmasi | 12.500     |
| Flamurtari Vlorë | Vlora        | Stadiumi Flamurtari      | 8.500      |
| Kastrioti        | Kruja        | Stadiumi Kastrioti       | 8.500      |
| KF Elbasani      | Elbasan      | Stadioni Ruzhdi Bizhuta  | 13.000     |
| KF Laçi          | Laç          | Stadiumi Laçi            | 5.000      |
| KF Tirana        | Tirana       | Stadiumi Selman Stërmasi | 12.500     |
| Skënderbeu       | Korçë        | Stadiumi Skënderbeu      | 10.000     |
| Shkumbini Peqin  | Peqin        | Stadiumi Peqin           | 5.000      |
| Teuta Durrës     | Durrës       | Stadiumi Niko Dovana     | 13.000     |
| Vllaznia         | Shkodër      | Stadiumi Loro-Boriçi     | 14.000     |

## Andorra
| Clubul                  | Oraș                |
| ----------------------- | ------------------- |
| Atlètic Club d'Escaldes | Escaldes-Engordany  |
| UE Engordany            | Escaldes-Engordany  |
| Inter Club d'Escaldes   | Escaldes-Engordany  |
| FC Lusitanos            | Andorra la Vella    |
| CE Principat            | Andorra la Vella    |
| FC Rànger's             | Andorra la Vella    |
| UE Sant Julià           | Sant Julià de Lória |
| FC Santa Coloma         | Santa Coloma        |

## Anglia
Premier League 2013-2014
| Club                      | Locația               |
| ------------------------- | --------------------- |
| Arsenal F.C.              | Londra                |
| Aston Villa F.C.          | Birmingham            |
| Cardiff City F.C.         | Cardiff, Țara Galilor |
| Chelsea F.C.              | Londra                |
| Crystal Palace F.C.       | Londra                |
| Everton F.C.              | Liverpool             |
| Fulham F.C.               | Londra                |
| Hull City A.F.C.          | Kingston upon Hull    |
| Liverpool F.C.            | Liverpool             |
| Manchester City F.C.      | Manchester            |
| Manchester United F.C.    | Manchester            |
| Newcastle United F.C.     | Newcastle upon Tyne   |
| Norwich City F.C.         | Norwich               |
| Southampton F.C.          | Southampton           |
| Stoke City F.C.           | Stoke-on-Trent        |
| Sunderland A.F.C.         | Sunderland            |
| Swansea City A.F.C.       | Swansea, Țara Galilor |
| Tottenham Hotspur F.C.    | Londra                |
| West Bromwich Albion F.C. | West Bromwich         |
| West Ham United F.C.      | Londra                |

## Armenia
| Clubul             | Oraș   |
| ------------------ | ------ |
| FC Ararat Yerevan  | Erevan |
| FC Banants         | Erevan |
| FC Gandzasar Kapan | Kapan  |
| FC Kilikia Yerevan | Erevan |
| FC MIKA            | Erevan |
| FC Pyunik          | Erevan |
| FC Shirak          | Gyumri |
| FC Uliss Yerevan   | Erevan |

## Austria
| Clubul                   | Oraș             |
| ------------------------ | ---------------- |
| FC Admira Wacker Mödling | Maria Enzersdorf |
| FK Austria Wien          | Viena            |
| SV Grödig                | Grödig           |
| SK Rapid Wien            | Viena            |
| FC Red Bull Salzburg     | Wals-Siezenheim  |
| SV Ried                  | Ried im Innkreis |
| SK Sturm Graz            | Graz             |
| FC Wacker Innsbruck      | Innsbruck        |
| SC Wiener Neustadt       | Wiener Neustadt  |
| Wolfsberger AC           | Wolfsberg        |

## Azerbaidjan
| Clubul                     | Oraș      |
| -------------------------- | --------- |
| ANSAD-Petrol Neftçala      | Neftchala |
| FC AMMK Baku               | Baku      |
| FK Baku                    | Baku      |
| FK Gäncä                   | Gandja    |
| FK Gänclärbirliyi Sumqayit | Sumqayıt  |
| Gilan Xanlar               | Khanlar   |
| FC Inter Baku              | Baku      |
| FK Karabakh                | Baku      |
| FC Karvan Evlakh           | Yevlakh   |
| FK Khazar Lenkoran         | Lankaran  |
| MKT-Araz Imishli           | Imishli   |
| PFC Neftchi                | Baku      |
| FC Sahdag Qusar            | Qusar     |
| PFC Turan Tovuz            | Tovuz     |

## Belarus
| Clubul                | Oraș        |
| --------------------- | ----------- |
| FC BATE               | Barysaŭ     |
| FC Belshina Bobruisk  | Babruysk    |
| FC Dinamo Brest       | Brest       |
| FC Dinamo Minsk       | Minsk       |
| FC Dnepr Mogilev      | Moghilău    |
| FC Gomel              | Gomel       |
| FC Minsk              | Minsk       |
| FC Naftan Novopolotsk | Navapolatsk |
| FC Neman Grodno       | Hrodna      |
| FC Shakhtyor          | Salihorsk   |
| Slavia Mozyr          | Mozyr       |
| FC Torpedo Zhodino    | Jodino      |

## Belgia
| Clubul                            | Oraș         |
| --------------------------------- | ------------ |
| R.S.C. Anderlecht                 | Bruxelles    |
| K.S.K. Beveren                    | Beveren      |
| Club Brugge K.V.                  | Brugge       |
| F.C. Molenbeek Brussels Strombeek | Bruxelles    |
| Cercle Brugge K.S.V.              | Brugge       |
| R. Charleroi S.C.                 | Charleroi    |
| K.R.C. Genk                       | Genk         |
| K.A.A. Gent                       | Gent         |
| K.F.C. Germinal Beerschot         | Antwerp      |
| Lierse S.K.                       | Lier         |
| K.S.C. Lokeren Oost-Vlaanderen    | Lokeren      |
| R.A.E.C. Mons                     | Mons         |
| R.E. Mouscron                     | Mouscron     |
| FC Liège                          | Liège        |
| K.S.V. Roeselare                  | Roeselare    |
| K. Sint-Truidense V.V.            | Sint-Truiden |
| R. Standard Liège                 | Liège        |
| K.V.C. Westerlo                   | Westerlo     |
| S.V. Zulte-Waregem                | Waregem      |

## Bosnia și Herzegovina
| Clubul              | Oraș          |
| ------------------- | ------------- |
| FK Borac Banja Luka | Banja Luka    |
| NK Čelik Zenica     | Zenica        |
| NK Jedinstvo Bihać  | Bihać         |
| FK Leotar Trebinje  | Trebinje      |
| FK Modriča          | Modriča       |
| HNK Orašje          | Orašje        |
| NK Posušje          | Posušje       |
| FK Radnik Bijeljina | Bijeljina     |
| FK Sarajevo         | Sarajevo      |
| FK Slavija Lukavica | Lukavica      |
| FK Sloboda Tuzla    | Tuzla         |
| NK Široki Brijeg    | Široki Brijeg |
| FK Velež Mostar     | Mostar        |
| NK Zrinjski Mostar  | Mostar        |
| NK Željezničar      | Sarajevo      |
| NK Žepče            | Žepče         |

## Bulgaria
| Clubul                 | Oraș         |
| ---------------------- | ------------ |
| PFC Belasitsa Petrich  | Petrich      |
| PFC Beroe Stara Zagora | Stara Zagora |
| PFC Botev Plovdiv      | Plovdiv      |
| PFC Cherno More Varna  | Varna        |
| PFC CSKA Sofia         | Sofia        |
| PFC Koneliano German   | Sofia        |
| PFC Levski Sofia       | Sofia        |
| PFC Litex Lovech       | Loveci       |
| PFC Lokomotiv Plovdiv  | Plovdiv      |
| PFC Lokomotiv Sofia    | Sofia        |
| PFC Marek Dupnitsa     | Dupnitsa     |
| PFC Rilski Sportist    | Samokov      |
| PFC Rodopa Smolyan     | Smolyan      |
| PFC Slavia Sofia       | Sofia        |
| PFC Spartak Varna      | Varna        |
| FC Vihren Sandanski    | Sandanski    |

## Cipru
| Clubul                   | Oraș      |
| ------------------------ | --------- |
| Ethnikos Achnas FC       | Achna     |
| AEL Limassol FC          | Limassol  |
| Anorthosis Famagusta FC  | Famagusta |
| APOEL FC                 | Nicosia   |
| Aris Limassol FC         | Limassol  |
| Apollon Limassol FC      | Limassol  |
| Ayia Napa FC             | Ayia Napa |
| Dighenis Morphou FC      | Morphou   |
| AEP Paphos FC            | Paphos    |
| Enosis Neon Paralimni FC | Paralimni |
| AEK Larnaca FC           | Larnaca   |
| Nea Salamis FC           | Famagusta |
| Olympiakos Nicosia FC    | Nicosia   |
| AC Omonia                | Nicosia   |

## Croația
| Clubul           | Oraș       |
| ---------------- | ---------- |
| HNK Cibalia      | Vinkovci   |
| NK Dinamo Zagreb | Zagreb     |
| HNK Hajduk Split | Split      |
| NK Kamen Ingrad  | Velika     |
| NK Međimurje     | Čakovec    |
| NK Osijek        | Osijek     |
| NK Pula          | Pula       |
| NK Rijeka        | Rijeka     |
| HNK Šibenik      | Šibenik    |
| NK Slaven Belupo | Koprivnica |
| NK Varteks       | Varaždin   |
| NK Zagreb        | Zagreb     |

## Danemarca
| Clubul          | Oraș      |
| --------------- | --------- |
| Aalborg BK      | Aalborg   |
| AC Horsens      | Horsens   |
| Brøndby IF      | Brøndby   |
| Esbjerg fB      | Esbjerg   |
| FC København    | Copenhaga |
| FC Midtjylland  | Herning   |
| FC Nordsjælland | Farum     |
| Odense BK       | Odense    |
| Randers FC      | Randers   |
| Silkeborg IF    | Silkeborg |
| Vejle BK        | Vejle     |
| Viborg FF       | Viborg    |

## Elveția
| Clubul           | Oraș         |
| ---------------- | ------------ |
| FC Aarau         | Aarau        |
| FC Basel         | Basel        |
| Grasshopper-Club | Zürich       |
| FC Lucerne       | Lucerna      |
| FC Schaffhausen  | Schaffhausen |
| FC Sion          | Sion         |
| FC St. Gallen    | St. Gallen   |
| FC Thun          | Thun         |
| BSC Young Boys   | Berna        |
| FC Zürich        | Zürich       |

## Estonia
| Clubul             | Oraș       |
| ------------------ | ---------- |
| FC Ajax Lasnamäe   | Tallinn    |
| FC Flora Tallinn   | Tallinn    |
| JK Tallinna Kalev  | Tallinn    |
| FC Kuressaare      | Kuressaare |
| FC Levadia Tallinn | Tallinn    |
| JK Maag Tartu      | Tartu      |
| JK Narva Trans     | Narva      |
| JK Tammeka Tartu   | Tartu      |
| FC TVMK Tallinn    | Tallinn    |
| JK Vaprus Pärnu    | Pärnu      |

## Finlanda
| Clubul            | Oraș         |
| ----------------- | ------------ |
| FC Haka           | Valkeakoski  |
| HJK Helsinki      | Helsinki     |
| FC Honka          | Tapiola      |
| FC Inter          | Turku        |
| FF Jaro           | Jakobstad    |
| FC KooTeePee      | Kotka        |
| FC Lahti          | Lahti        |
| IFK Mariehamn     | Mariehamn    |
| MyPa-47           | Anjalankoski |
| AC Oulu           | Oulu         |
| Tampere United    | Tampere      |
| FC TPS Turku      | Turku        |
| Vaasan Palloseura | Vaasa        |
| FC Viikingit      | Helsinki     |

## Franța
Ligue 1 2013-2014
| Club                     | Oraș                |
| ------------------------ | ------------------- |
| AC Ajaccio               | Ajaccio             |
| SC Bastia                | Bastia              |
| FC Girondins de Bordeaux | Bordeaux            |
| Évian Thonon Gaillard FC | Annecy              |
| En Avant de Guingamp     | Guingamp            |
| Lille OSC                | Villeneuve d'Ascq   |
| FC Lorient               | Lorient             |
| Olympique Lyonnais       | Lyon                |
| Olympique de Marseille   | Marseille           |
| AS Monaco                | Fontvieille, Monaco |
| Montpellier HSC          | Montpellier         |
| FC Nantes                | Nantes              |
| OGC Nice                 | Nice                |
| Paris Saint-Germain F.C. | Paris               |
| Stade de Reims           | Reims               |
| Stade Rennais FC         | Rennes              |
| AS Saint-Étienne         | Saint-Étienne       |
| FC Sochaux-Montbéliard   | Montbéliard         |
| Toulouse FC              | Toulouse            |
| Valenciennes FC          | Valenciennes        |

## Georgia
| Clubul                | Oraș      |
| --------------------- | --------- |
| FC Ameri Tbilisi      | Tbilisi   |
| FC Borjomi            | Borjomi   |
| FC Chikhura Sachkhere | Sachkhere |
| FC Dinamo Batumi      | Batumi    |
| FC Dila Gori          | Gori      |
| FC Dinamo Tbilisi     | Tbilisi   |
| FC Lokomotivi Tbilisi | Tbilisi   |
| FC Kakheti Telavi     | Telavi    |
| FC Merani Tbilisi     | Tbilisi   |
| FC Sioni Bolnisi      | Bolnisi   |
| FC Tbilisi            | Tbilisi   |
| FC Torpedo Kutaisi    | Kutaisi   |
| FC WIT Georgia        | Tbilisi   |
| FC Zestaponi          | Zestaponi |

## Germania
Bundesliga 2013-2014
| Club                     | Oraș                 |
| ------------------------ | -------------------- |
| FC Augsburg              | Augsburg             |
| Bayer 04 Leverkusen      | Leverkusen           |
| FC Bayern München        | München              |
| Borussia Dortmund        | Dortmund             |
| Borussia Mönchengladbach | Mönchengladbach      |
| Eintracht Braunschweig   | Braunschweig         |
| Eintracht Frankfurt      | Frankfurt am Main    |
| SC Freiburg              | Freiburg im Breisgau |
| Hamburger SV             | Hamburg              |
| Hannover 96              | Hannover             |
| Hertha BSC               | Berlin               |
| TSG Hoffenheim           | Sinsheim             |
| 1. FSV Mainz 05          | Mainz                |
| 1. FC Nürnberg           | Nürnberg             |
| FC Schalke 04            | Gelsenkirchen        |
| VfB Stuttgart            | Stuttgart            |
| SV Werder Bremen         | Bremen               |
| VfL Wolfsburg            | Wolfsburg            |

## Gibraltar
Clubs as of 2013–14 season:
| Club                               |
| ---------------------------------- |
| College Cosmos F.C.                |
| Gibraltar Phoenix F.C.             |
| Glacis United F.C.                 |
| Lincoln F.C.                       |
| Lions F.C.                         |
| Lynx F.C.                          |
| Manchester United F.C. (Gibraltar) |
| St Joseph's F.C.                   |

## Grecia
| Club             | Oraș         |
| ---------------- | ------------ |
| Apollon Smyrnis  | Atena        |
| Aris             | Thessaloniki |
| Asteras Tripolis | Tripoli      |
| Atromitos        | Atena        |
| Ergotelis        | Heraklion    |
| Kalloni          | Mytilene     |
| Levadiakos       | Livadeia     |
| O.F.I.           | Heraklion    |
| Olympiacos       | Piraeus      |
| Panathinaikos    | Atena        |
| Panetolikos      | Agrinio      |
| Panionios        | Atena        |
| Panthrakikos     | Komotini     |
| P.A.O.K.         | Thessaloniki |
| P.A.S. Giannina  | Ioannina     |
| Platania Chanion | Chania       |
| Skoda Xanthi     | Xanthi       |
| Veria            | Veria        |

## Insulele Faroe
| Clubul                      | Oraș     |
| --------------------------- | -------- |
| Argja Bóltfelag             | Argir    |
| B36 Tórshavn                | Tórshavn |
| Sandoyar Ítróttarfelag, B71 | Sandur   |
| EB/Streymur                 | Eiði     |
| GÍ Gøta                     | Gøta     |
| HB Tórshavn                 | Tórshavn |
| KÍ Klaksvík                 | Klaksvík |
| NSÍ Runavík                 | Runavík  |
| Skála ÍF                    | Skáli    |
| VB Vágur                    | Vágur    |

## Irlanda
| Clubul                           | Oraș      |
| -------------------------------- | --------- |
| Bohemian F.C.                    | Dublin    |
| Bray Wanderers A.F.C.            | Bray      |
| Cork City F.C.                   | Cork      |
| Derry City F.C.                  | Derry     |
| Drogheda United F.C.             | Drogheda  |
| Dublin City F.C.                 | Dublin    |
| Longford Town F.C.               | Longford  |
| Shelbourne F.C.                  | Dublin    |
| Sligo Rovers F.C.                | Sligo     |
| St. Patrick's Athletic F.C.      | Dublin    |
| University College Dublin A.F.C. | Dublin    |
| Waterford United F.C.            | Waterford |

## Irlanda de Nord
| Clubul                  | Oraș      |
| ----------------------- | --------- |
| Armagh City F.C.        | Armagh    |
| Ballymena United F.C.   | Ballymena |
| Cliftonville F.C.       | Belfast   |
| Coleraine F.C.          | Coleraine |
| Crusaders F.C.          | Belfast   |
| Donegal Celtic F.C.     | Belfast   |
| Dungannon Swifts F.C.   | Dungannon |
| Glenavon F.C.           | Lurgan    |
| Glentoran F.C.          | Belfast   |
| Larne F.C.              | Larne     |
| Limavady United F.C.    | Limavady  |
| Linfield F.C.           | Belfast   |
| Lisburn Distillery F.C. | Belfast   |
| Loughgall F.C.          | Loughgall |
| Newry City F.C.         | Newry     |
| Portadown F.C.          | Portadown |

## Islanda
| Clubul                       | Oraș          |
| ---------------------------- | ------------- |
| Breiðablik UBK               | Kópavogur     |
| Fimleikafélag Hafnarfjarðar  | Hafnarfjörður |
| Knattspyrnufélagið Fram      | Reykjavík     |
| Íþróttafélagið Fylkir        | Reykjavík     |
| Handknattleiksfélag Kópavogs | Kópavogur     |
| Íþróttabandalag Akraness     | Akranes       |
| Keflavik ÍF                  | Reykjanesbær  |
| Knattspyrnufélag Reykjavíkur | Reykjavík     |
| Knattspyrnufélagið Valur     | Reykjavík     |
| Knattspyrnufélagið Víkingur  | Reykjavík     |

## Israel
| Clubul                  | Oraș         |
| ----------------------- | ------------ |
| FC Ashdod               | Așdod        |
| Beitar Jerusalem FC     | Ierusalim    |
| Bnei Yehuda Tel-Aviv FC | Tel-Aviv     |
| Hakoah Ramat Gan FC     | Ramat Gan    |
| Hapoel Kfar Saba FC     | Kfar Saba    |
| Hapoel Petach-Tikva FC  | Petah Tikva  |
| Hapoel Tel-Aviv FC      | Tel-Aviv     |
| Maccabi Haifa FC        | Haifa        |
| Maccabi Herzliya FC     | Herzliya     |
| Maccabi Netanya FC      | Netanya      |
| Maccabi Petach-Tikva FC | Petach-Tikva |
| Maccabi Tel-Aviv FC     | Tel-Aviv     |

## Italia
Serie A 2013-2014
| Club                       | Oraș          |
| -------------------------- | ------------- |
| Atalanta B.C.              | Bergamo       |
| Bologna F.C. 1909          | Bologna       |
| Cagliari Calcio            | Cagliari      |
| Calcio Catania             | Catania       |
| A.C. ChievoVerona          | Verona        |
| ACF Fiorentina             | Florența      |
| Genoa C.F.C.               | Genova        |
| Hellas Verona F.C.         | Verona        |
| F.C. Internazionale Milano | Milano        |
| Juventus F.C.              | Torino        |
| S.S. Lazio                 | Roma          |
| A.S. Livorno Calcio        | Livorno       |
| A.C. Milan                 | Milano        |
| S.S.C. Napoli              | Napoli        |
| Parma F.C.                 | Parma         |
| A.S. Roma                  | Roma          |
| U.C. Sampdoria             | Genova        |
| Sassuolo Calcio            | Reggio Emilia |
| Torino F.C.                | Torino        |
| Udinese Calcio             | Udine         |

## Kazahstan
| Clubul                         | Oraș          |
| ------------------------------ | ------------- |
| FC Aktobe-Lento                | Aktobe        |
| FC Almatî                      | Almatî        |
| FC Astana                      | Astana        |
| FC Atîrau                      | Atîrau        |
| FC Avangard                    | Petropavlovsk |
| FC Irtysh                      | Pavlodar      |
| FC Ekibastuzetc                | Ekibastuz     |
| FC Jetisu                      | Taldîkorgan   |
| FC Kairat Almatî               | Almatî        |
| FC Okzhetpes                   | Kokșetau      |
| FC Ordabasy                    | Șîmkent       |
| FC Shakhter                    | Karagandî     |
| FC Taraz                       | Taraz         |
| FC Tobol                       | Kostanai      |
| FC Vostok                      | Óskemen       |
| FC Yesil Bogatyr Petropavlovsk | Petropavlovsk |

## Letonia
| Clubul                 | Oraș       |
| ---------------------- | ---------- |
| Dinaburg FC            | Daugavpils |
| FC Ditton              | Daugavpils |
| FHK Liepajas Metalurgs | Liepaja    |
| JFK Olimps Rīga        | Riga       |
| FK Jurmala             | Jurmala    |
| FK Riga                | Riga       |
| Skonto FC              | Riga       |
| FK Ventspils           | Ventspils  |

## Liechtenstein
| Clubul            | Oraș           |
| ----------------- | -------------- |
| FC Balzers        | Balzers        |
| USV Eschen/Mauren | Eschen, Mauren |
| FC Ruggell        | Ruggell        |
| FC Schaan         | Schaan         |
| FC Triesen        | Triesen        |
| FC Triesenberg    | Triesenberg    |
| FC Vaduz          | Vaduz          |

## Lituania
| Clubul      | Oraș        |
| ----------- | ----------- |
| FK Atlantas | Klaipėda    |
| FK Ekranas  | Panevėžys   |
| FBK Kaunas  | Kaunas      |
| FK Nevėžis  | Kėdainiai   |
| FK Šiauliai | Šiauliai    |
| FK Šilutė   | Šilutė      |
| FK Sūduva   | Marijampolė |
| FK Vėtra    | Vilnius     |
| FC Vilnius  | Vilnius     |
| FK Žalgiris | Vilnius     |

## Luxemburg
| Clubul                     | Oraș             |
| -------------------------- | ---------------- |
| FC Differdange 03          | Differdange      |
| F91 Dudelange              | Dudelange        |
| FC Etzella Ettelbruck      | Ettelbruck       |
| CS Grevenmacher            | Grevenmacher     |
| AS Jeunesse Esch           | Esch-sur-Alzette |
| UN Käerjeng 97             | Bascharage       |
| FC Mamer 32                | Mamer            |
| FC Mondercange             | Mondercange      |
| CS Pétange                 | Pétange          |
| FC Progrès Niedercorn      | Niederkorn       |
| Racing FC Union Luxembourg | Luxembourg       |
| FC Swift Hesperange        | Hesperange       |
| FC Victoria Rosport        | Rosport          |
| FC Wiltz 71                | Wiltz            |

## Malta
| Clubul                | Oraș        |
| --------------------- | ----------- |
| Birkirkara FC         | Birkirkara  |
| Floriana FC           | Floriana    |
| Hibernians FC         | Paola       |
| Marsa FC              | Marsa       |
| Marsaxlokk FC         | Marsaxlokk  |
| Msida Saint-Joseph FC | Msida       |
| Pietà Hotspurs FC     | Pietà       |
| St. George's FC       | Cospicua    |
| Sliema Wanderers FC   | Sliema      |
| Valletta FC           | La Valletta |

## Norvegia
| Clubul             | Oraș         |
| ------------------ | ------------ |
| Aalesunds F.K.     | Ålesund      |
| S.K. Brann         | Bergen       |
| Fredrikstad F.K.   | Fredrikstad  |
| Lillestrøm S.K.    | Lillestrøm   |
| F.C. Lyn Oslo      | Oslo         |
| Odd Grenland B.K.  | Skien        |
| Rosenborg B.K.     | Trondheim    |
| Sandefjord Fotball | Sandefjord   |
| Stabæk I.F.        | Bærum        |
| I.K. Start         | Kristiansand |
| Strømsgodset I.F.  | Drammen      |
| Tromsø I.L.        | Tromsø       |
| Viking F.K.        | Stavanger    |
| Vålerenga I.F.     | Oslo         |

## Olanda
Eredivisie 2013-2014
| Club            | Oraș       |
| --------------- | ---------- |
| ADO Den Haag    | Haga       |
| AFC Ajax        | Amsterdam  |
| AZ              | Alkmaar    |
| SC Cambuur      | Leeuwarden |
| Feyenoord       | Rotterdam  |
| Go Ahead Eagles | Deventer   |
| FC Groningen    | Groningen  |
| SC Heerenveen   | Heerenveen |
| Heracles Almelo | Almelo     |
| NAC Breda       | Breda      |
| N.E.C.          | Nijmegen   |
| PEC Zwolle      | Zwolle     |
| PSV             | Eindhoven  |
| RKC Waalwijk    | Waalwijk   |
| Roda JC         | Kerkrade   |
| FC Twente       | Enschede   |
| FC Utrecht      | Utrecht    |
| Vitesse         | Arnhem     |

## Polonia
| Clubul                         | Oraș                  |
| ------------------------------ | --------------------- |
| MZKS Arka Gdynia               | Gdynia                |
| GKS Bełchatów                  | Bełchatów             |
| KS Cracovia Kraków             | Cracovia              |
| GKS Górnik Łęczna              | Łęczna                |
| KS Górnik Zabrze               | Zabrze                |
| KS Groclin Dyskobolia Grodzisk | Grodzisk Wielkopolski |
| SSA Korona Kielce              | Kielce                |
| WKP Lech Poznań                | Poznań                |
| Legia Warszawa                 | Varșovia              |
| ŁKS Łódź                       | Łódź                  |
| MKS Odra Wodzisław Śląski      | Wodzisław Śląski      |
| MKS Pogoń Szczecin             | Szczecin              |
| RTS Widzew Łódź                | Łódź                  |
| TS Wisła Kraków                | Cracovia              |
| Wisła Płock                    | Płock                 |
| MKS Zagłębie Lubin             | Lubin                 |

## Portugalia
| Clubul                              | Oraș              |
| ----------------------------------- | ----------------- |
| Associação Académica de Coimbra     | Coimbra           |
| Clube Desportivo das Aves           | Vila das Aves     |
| Clube de Futebol «Os Belenenses»    | Lisabona          |
| Sport Lisboa e Benfica              | Lisabona          |
| Sport Clube Beira-Mar               | Aveiro            |
| Boavista Futebol Clube              | Porto             |
| Sporting Clube de Braga             | Braga             |
| Clube de Futebol Estrela da Amadora | Amadora           |
| União Desportiva de Leiria          | Leiria            |
| Club Sport Marítimo                 | Funchal           |
| Clube Desportivo Nacional           | Funchal           |
| Associação Naval 1º de Maio         | Figueira da Foz   |
| Futebol Clube de Paços de Ferreira  | Paços de Ferreira |
| Futebol Clube do Porto              | Porto             |
| Sporting Clube de Portugal          | Lisabona          |
| Vitória Futebol Clube de Setúbal    | Setúbal           |

## Republica Cehă
| Clubul                     | Oraș             |
| -------------------------- | ---------------- |
| FC Baník Ostrava           | Ostrava          |
| 1. FC Brno                 | Brno             |
| SK Dynamo České Budějovice | České Budějovice |
| FK Jablonec 97             | Jablonec         |
| SK Kladno                  | Kladno           |
| FC Slovan Liberec          | Liberec          |
| FK Mladá Boleslav          | Boleslav         |
| FK Marila Příbram          | Příbram          |
| FC Siad Most               | Most             |
| SK Sigma Olomouc           | Olomouc          |
| SK Slavia Praga            | Praga            |
| 1. FC Slovácko             | Stare Mesto      |
| AC Sparta Praga            | Praga            |
| FK Teplice                 | Teplice          |
| FC Viktoria Plzeň          | Plzeň            |
| FC Zlín                    | Zlín             |

## Republica Macedonia
| Clubul                     | Oraș     |
| -------------------------- | -------- |
| FK Baskimi                 | Kumanovo |
| FK Bregalnica Kraun        | Štip     |
| FK Makedonija Gorce Petrov | Skopje   |
| FK Napredok                | Kičevo   |
| FK Pelister                | Bitola   |
| FK Pobeda                  | Prilep   |
| FK Rabotnicki              | Skopje   |
| FK Renova                  | Cepciste |
| FK Shkendija 79            | Tetovo   |
| FK Sileks Kratovo          | Kratovo  |
| FK Vardar                  | Skopje   |
| FK Vlazrimi                | Kičevo   |

## Republica Moldova
| Clubul                    | Oraș     |
| ------------------------- | -------- |
| FC Dacia Chișinău         | Chișinău |
| FC Dinamo Bender          | Tighina  |
| FC Iskra-Stali Rîbnița    | Rîbnița  |
| FC Nistru Otaci           | Otaci    |
| FC Olimpia Bălți          | Bălți    |
| FC Politehnica Chișinău   | Chișinău |
| FC Sheriff Tiraspol       | Tiraspol |
| CS Tiligul-Tiras Tiraspol | Tiraspol |
| FC Tiraspol               | Tiraspol |
| FC Zimbru Chișinău        | Chișinău |

## România
Liga I 2013-2014
| Club                     | Localitate   |
| ------------------------ | ------------ |
| FC Astra Giurgiu         | Giurgiu      |
| FC Botoșani              | Botoșani     |
| FC Brașov                | Brașov       |
| FC Ceahlăul Piatra Neamț | Piatra Neamț |
| CFR Cluj                 | Cluj-Napoca  |
| CS Concordia Chiajna     | Chiajna      |
| FC Dinamo București      | București    |
| CS Gaz Metan Mediaș      | Mediaș       |
| FC Oțelul Galați         | Galați       |
| CS Pandurii Târgu Jiu    | Târgu Jiu    |
| FC Petrolul Ploiești     | Ploiești     |
| ACS Poli Timișoara       | Timișoara    |
| AFC Săgeata Năvodari     | Constanța    |
| FCSB                     | București    |
| ASA Tîrgu Mureș          | Tîrgu Mureș  |
| FC Universitatea Cluj    | Cluj-Napoca  |
| FC Vaslui                | Vaslui       |
| FC Viitorul Constanța    | Constanța    |

## Rusia
| Club                      | Oraș             |
| ------------------------- | ---------------- |
| FC Amkar                  | Perm             |
| FC Anzhi                  | Makhachkala      |
| PFC CSKA Moscow           | Moscova          |
| FC Dynamo Moscow          | Moscova          |
| FC Krasnodar              | Krasnodar        |
| FC Krylia Sovetov Samara  | Samara           |
| FC Kuban                  | Krasnodar        |
| FC Lokomotiv Moscow       | Moscova          |
| FC Rostov                 | Rostov-pe-Don    |
| FC Rubin                  | Kazan            |
| FC Spartak Moscow         | Moscova          |
| FC Terek                  | Grozny           |
| FC Tom                    | Tomsk            |
| FC Ural                   | Yekaterinburg    |
| FC Volga Nizhny Novgorod  | Nizhny Novgorod  |
| FC Zenit Sankt Petersburg | Sankt Petersburg |

## San Marino
| Clubul                | Oraș           |
| --------------------- | -------------- |
| S.P. Cailungo         | Borgo Maggiore |
| S.S. Cosmos           | Serravalle     |
| F.C. Domagnano        | Domagnano      |
| S.C. Faetano          | Faetano        |
| F.C. Fiorentino       | Fiorentino     |
| S.P. La Fiorita       | Montegiardino  |
| S.S. Folgore/Falciano | Serravalle     |
| A.C. Juvenes/Dogana   | Serravalle     |
| A.C. Libertas         | Borgo Maggiore |
| S.S. Murata           | San Marino     |
| S.S. Pennarossa       | Chiesanuova    |
| S.S. San Giovanni     | Borgo Maggiore |
| S.P. Tre Fiori        | Fiorentino     |
| S.P. Tre Penne        | Serravalle     |
| S.S. Virtus           | Acquaviva      |

## Scoția
| Clubul                            | Oraș        |
| --------------------------------- | ----------- |
| Aberdeen F.C.                     | Aberdeen    |
| Celtic F.C.                       | Glasgow     |
| Dundee United F.C.                | Dundee      |
| Dunfermline Athletic F.C.         | Dunfermline |
| Falkirk F.C.                      | Falkirk     |
| Hearts FC                         | Edinburgh   |
| Hibernian F.C.                    | Edinburgh   |
| Inverness Caledonian Thistle F.C. | Inverness   |
| Kilmarnock F.C.                   | Kilmarnock  |
| Motherwell F.C.                   | Motherwell  |
| Rangers F.C.                      | Glasgow     |
| St Mirren F.C.                    | Paisley     |

## Serbia
| Clubul                   | Oraș         |
| ------------------------ | ------------ |
| OFK Beograd              | Belgrad      |
| FK Bežanija              | Novi Beograd |
| FK Borac Čačak           | Čačak        |
| FK Banat Zrenjanin       | Zrenjanin    |
| FK Crvena Zvezda         | Belgrad      |
| FK Hajduk Rodić M&B Kula | Kula         |
| FK Mladost Apatin        | Apatin       |
| FK Partizan              | Belgrad      |
| FK Smederevo             | Smederevo    |
| FK Vojvodina             | Novi Sad     |
| FK Voždovac              | Belgrad      |
| FK Zemun                 | Zemun        |

## Slovacia
| Clubul                   | Oraș              |
| ------------------------ | ----------------- |
| FC Artmedia Bratislava   | Bratislava        |
| FK Dukla Banská Bystrica | Banská Bystrica   |
| FK Inter Bratislava      | Bratislava        |
| MFK Košice               | Košice            |
| FC Nitra                 | Nitra             |
| MFK Ružomberok           | Ružomberok        |
| FC Senec                 | Senec             |
| ŠK Slovan Bratislava     | Bratislava        |
| FC Spartak Trnava        | Trnava            |
| FK AS Trenčín            | Trenčín           |
| MŠK Žilina               | Žilina            |
| FK ZTS Dubnica           | Dubnica nad Váhom |

## Slovenia
| Clubul              | Oraș        |
| ------------------- | ----------- |
| NK Bela Krajina     | Črnomelj    |
| NK Domžale          | Domžale     |
| NK Drava Ptuj       | Ptuj        |
| NK Factor Ljubljana | Ljubljana   |
| NK Hit Gorica       | Nova Gorica |
| NK Koper            | Koper       |
| NK Maribor          | Maribor     |
| NK Nafta Lendava    | Lendava     |
| NK Primorje         | Ajdovščina  |
| NK CMC Publikum     | Celje       |

## Spania
La Liga 2013-2014
| Club                | Oraș                  |
| ------------------- | --------------------- |
| UD Almería          | Almería               |
| Athletic Club       | Bilbao                |
| Atlético de Madrid  | Madrid                |
| FC Barcelona        | Barcelona             |
| RC Celta de Vigo    | Vigo                  |
| Elche CF            | Elche                 |
| RCD Espanyol        | Cornellà de Llobregat |
| Getafe CF           | Getafe                |
| Granada CF          | Granada               |
| Levante UD          | Valencia              |
| Málaga CF           | Málaga                |
| CA Osasuna          | Pamplona              |
| Rayo Vallecano      | Madrid                |
| Real Betis Balompié | Sevilla               |
| Real Madrid C.F.    | Madrid                |
| Real Sociedad       | San Sebastián         |
| Real Valladolid CF  | Valladolid            |
| Sevilla FC          | Sevilla               |
| Valencia CF         | Valencia              |
| Villarreal CF       | Vila-real             |

## Suedia
| Clubul            | Oraș        |
| ----------------- | ----------- |
| AIK               | Stockholm   |
| IF Brommapojkarna | Stockholm   |
| Djurgårdens IF    | Stockholm   |
| IF Elfsborg       | Borås       |
| GAIS              | Göteborg    |
| Gefle IF          | Gävle       |
| IFK Göteborg      | Göteborg    |
| Halmstads BK      | Halmstad    |
| Hammarby IF       | Stockholm   |
| Helsingborgs IF   | Helsingborg |
| Kalmar FF         | Kalmar      |
| Malmö FF          | Malmö       |
| Trelleborgs FF    | Trelleborg  |
| Örebro SK         | Örebro      |

## Turcia
| Clubul                | Oraș      |
| --------------------- | --------- |
| MKE Ankaragücü        | Ankara    |
| BB Ankaraspor         | Ankara    |
| Antalyaspor SFTSAŞ    | Antalya   |
| Beşiktaş JK           | Istanbul  |
| Bursaspor             | Bursa     |
| Çaykur Rizespor       | Rize      |
| Denizlispor           | Denizli   |
| Fenerbahçe SK         | Istanbul  |
| Galatasaray SK        | Istanbul  |
| Gaziantepspor         | Gaziantep |
| Gençlerbirliği SK     | Ankara    |
| Kayseri Erciyesspor   | Kayseri   |
| Kayserispor           | Kayseri   |
| Konyaspor             | Konya     |
| Sakaryaspor Adapazarı | Adapazarı |
| Sivasspor             | Sivas     |
| Trabzonspor           | Trabzon   |
| Vestel Manisaspor     | Manisa    |

## Țara Galilor
| Clubul                    | Oraș                      |
| ------------------------- | ------------------------- |
| Aberystwyth Town F.C.     | Aberystwyth               |
| Airbus UK F.C.            | Broughton                 |
| Bangor City F.C.          | Bangor                    |
| Caernarfon Town F.C.      | Caernarfon                |
| Caersws F.C.              | Caersws                   |
| Carmarthen Town F.C.      | Carmarthen                |
| Connah's Quay Nomads F.C. | Connah's Quay             |
| Glantraeth F.C.           | Bodorgan                  |
| Goytre United F.C.        | Port Talbot               |
| Haverfordwest County F.C. | Haverfordwest             |
| Llanelli A.F.C.           | Llanelli                  |
| NEWI Cefn Druids F.C.     | Wrexham                   |
| Newtown F.C.              | Newtown                   |
| Port Talbot Town F.C.     | Port Talbot               |
| Porthmadog F.C.           | Porthmadog                |
| Rhyl F.C.                 | Rhyl                      |
| The New Saints F.C.       | Llansantffraid-ym-Mechain |
| Welshpool Town F.C.       | Welshpool                 |

## Ucraina
| Clubul                   | Oraș           |
| ------------------------ | -------------- |
| FC Arsenal Kyiv          | Kiev           |
| FC Chornomorets Odessa   | Odessa         |
| FC Dnipro Dnipropetrovsk | Dnipropetrovsk |
| FC Dynamo Kyiv           | Kiev           |
| FC Illychivets Mariupol  | Mariupol       |
| FC Karpaty Lviv          | Livov          |
| FC Kharkiv               | Harkov         |
| FC Kryvbas Krîvîi Rih    | Krivoi Rog     |
| FC Metalist Kharkiv      | Harkov         |
| FC Metalurh Donetsk      | Donețk         |
| FC Metalurh Zaporizhzhya | Zaporizhya     |
| FC Shakhtar Donetsk      | Donețk         |
| FC Stal Alchevsk         | Alchevsk       |
| FC Tavriya Simferopol    | Simferopol     |
| FC Vorskla Poltava       | Poltava        |
| FC Zorya Luhansk         | Luhansk        |

## Ungaria
| Clubul                    | Oraș           |
| ------------------------- | -------------- |
| Debreceni VSC             | Debrecen       |
| Diósgyőri VTK BFC         | Miskolc        |
| Dunakanyar-Vác FC         | Vác            |
| Győri ETO FC              | Győr           |
| Budapest Honvéd FC        | Budapesta      |
| MTK Hungária FC           | Budapesta      |
| NABI-Kaposvári Rákóczi FC | Kaposvár       |
| Paksi SE                  | Paks           |
| Pécsi MFC                 | Pécs           |
| Rákospalotai EAC          | Budapesta      |
| MFC Sopron                | Sopron         |
| Tatabánya FC              | Tatabánya      |
| Újpest FC                 | Budapesta      |
| Vasas SC                  | Budapesta      |
| Videoton FC Fehérvár      | Székesfehérvár |
| Zalaegerszegi TE          | Zalaegerszeg   |